# Jean-Louis Gassée
Jean-Louis Gassée (Parigi, marzo 1944) è un informatico e programmatore francese.
È noto principalmente per aver sostituito Steve Jobs come direttore responsabile della sezione Macintosh di Apple, ruolo che ha ricoperto dal 1985 al 1991, e per aver fondato Be Inc., la società che ha sviluppato il sistema operativo BeOS.

## Biografia
Nato a Parigi nel 1944, Gassée entra a lavorare nel 1968 presso Hewlett-Packard, dove resta fino al 1974. Dal 1974 al 1981 ricopre il ruolo di amministratore delegato delle filiali europee di Data General e Exxon. Nel 1980 entra in Apple come presidente della sezione responsabile dei prodotti Apple e, nel 1981, diventa responsabile della filiale francese di Apple.
Nel corso di due decenni organizza l'Apple Expo in Francia.
Nel 1985 l'allora amministratore di Apple, John Sculley, chiama Gassée a Cupertino perché vuole estromettere Steve Jobs dalla direzione della sezione Macintosh. Jobs, che è a conoscenza della cosa, decide di tentare di far sollevare Sculley dal suo ruolo dal consiglio di amministrazione mentre Sculley è in Cina per un tour promozionale dei prodotti Apple. È talmente certo di riuscire nell'impresa che confida le sue intenzioni a diverse persone, tra cui anche Gassée. Gassée però decide di informare Sculley, che decide di rinviare il viaggio ed affrontare Jobs durante la seduta del consiglio. Alla fine i consiglieri si schierano con Sculley, estromettendo Jobs dal Macintosh, che passa nelle mani di Gassée.
Nel 1990 Gassée lascia Apple, apparentemente per via degli scarsi risultati delle vendite dei prodotti Apple anche se in un'intervista lo stesso Gassée dichiara che la decisione di abbandonare l'azienda è sua e che ha deciso ciò per avviare qualcosa di proprio.
Dopo Apple, Gassée fonda nel 1991 con Steve Sakoman, il progettista dell'Apple Newton, la società Be Inc., dove si dedica alla progettazione di un nuovo computer composto da hardware e software proprietario, presentato nel 1995 come BeBox, basato sul sistema operativo BeOS. Nel 1996 Apple decide di abbandonare il progetto Copland, la riscrittura da zero del sistema operativo per i computer Apple per modernizzare l'ormai datato Mac OS. Be Inc. offre ad Apple il suo BeOS per una cifra iniziale di 120 milioni di dollari, salita prima a 200 e poi a 275 milioni di dollari. Apple rifiuta e decide di acquistare la società fondata da Jobs dopo la sua uscita dalla Apple, NeXT, che distribuiva NeXTSTEP, un sistema operativo basato su Unix. 
Be Inc. ha continuato a commercializzare il suo BeOS fino al 2001, quando la società è stata venduta a Palm, Inc.. Gassée ha lasciato la società nel 2002 ricoprendo in seguito, per un breve periodo di tempo, la funzione di presidente e amministratore delegato del Computer Access Technology Corporation (CATC). Successivamente è entrato come partner di Allegis Capital, una società di venture capital con sede a Palo Alto, California.